# 配当準備金
配当準備金（はいとうじゅんびきん）とは、契約者配当のために積み立てられる準備金であり、保険契約積立金の一つである。相互会社にあっては社員配当準備金と呼ばれ、株式会社では契約者配当準備金と呼ばれる。生命保険会社では、事業年度末決算において、契約者配当率が決定され、契約者配当準備金繰入額が決定され、契約者配当準備金への繰入れが行われる。